# Dhanush
Venkatesh Prabhu Kasthuri Raja znany jako Dhanush (ur. 28 lipca 1983) – indyjski aktor filmowy, także producent filmowy oraz wokalista podkładający głos w piosenkach filmowych.
Urodził się w Ćennaj, jako syn reżysera Kasthuri Raja i Vijayalakshmi. Kształcił się w St. John's Matriculation Higher Secondary School Alwarthirunagar. Pracę w tamilskim przemyśle filmowym rozpoczął w wyreżyserowanym przez ojca Thulluvadho Ilamai (2002), który odniósł znaczny sukces komercyjny. Kolejny film, Kadhal Kondein (2003) przyniósł mu nominację do Nagrody Filmfare dla najlepszego aktora tamilskiego. Wystąpił (do 2013) łącznie w przeszło 20 filmach, w tym, w takich obrazach jak Thiruda Thirudi, Thiruvilayadal Arambam, Polladhavan (2007), Aadukalam (2011) czy 3 (2012). Użycza również głosu w piosenkach filmowych. Wykonywany przez niego utwór Why This Kolaveri Di zdobył uznanie w całych Indiach. O popularności zamieszczonego w serwisie Youtube teledysku wspominał magazyn Time, piosenka została również  nagrodzona przez sam Youtube.
Dhanush jest także producentem filmowym (3, 2012 oraz Ethir Neechal, 2013). Żonaty z Aishwaryą, córką Rajinikantha. Nagrodzony między innymi National Film Award dla najlepszego aktora (2011) oraz Nagrodą Filmfare dla najlepszego aktora tamilskiego (2011).